# Bontle Modiselle
Bontle Moloi (de soltera Modiselle) es una actriz, presentadora de televisión, personalidad de radio, bailarina, coreógrafa, cantante y modelo sudafricana. En 2015, protagonizó la película de baile Hear Me Move, que le valió una nominación en los premios de la Academia del Cine Africano como Mejor Actriz de Reparto.

## Biografía
Bontle Jade-Lee Modiselle nació el 7 de octubre de 1990 en Soweto y se crio principalmente en la región noreste de Johannesburgo. Pertenece al grupo étnico de habla bantú Tswana. Tiene dos hermanas: la modelo Refilwe y la personalidad de televisión Candice, quienes también pertenecen a la industria del entretenimiento. Su padre, que era modelo, se suicidó. Modiselle se culpó a sí misma por su muerte debido a un sueño premonitorio, el cual contó a sus padres y que al hacerse realidad la afectó fuertemente. Asistió a la Universidad de Johannesburgo, donde obtuvo una licenciatura en comunicaciones corporativas.

## Carrera
En 2007, inició su carrera como bailarina. Debutó  como modelo de videos musicales y bailarina ocasional, participando en vídeos para artistas como DJ Tira, Rouge y Major League DJz. El baile la introdujo a la actuación, debutando en la película de danza y drama Hear Me Move (2014), interpretando a "Khanyi". Luego, protagonizó la temporada inaugural de la serie dramática Thula's Vine de SABC 3, donde interpretó a "Lindi".
El 6 de febrero de 2016, debutó como presentadora de Showville de SABC 2, junto al actor Rob van Vuuren. Al mes siguiente, presentó un premio en los Premios de Cine y Televisión de Sudáfrica junto a sus hermanas. En junio de 2017, fue anunciada como presentadora del programa de música e.tv Club 808, uniéndose a Lawrence Maleka en reemplazo de Boity Thulo. El episodio final fue transmitido el 30 de marzo de 2018. Continuó como presentadora de la segunda temporada de la competencia de batallas de rap de SABC 1, One Mic, estrenada el 7 de febrero de 2019.
Fue la coreógrafa principal de la competencia musical de MTV Lip Sync Battle 2016. También fue una de las coreógrafas de los MTV Africa Music Awards 2016. Del 17 al 18 de junio de 2019, fue la coreógrafa principal del evento de la edición Castle Lite Unlocks encabezado por Meek Mill. Como bailarina, participó en eventos deportivos como la Basketball National League y The MultiChoice Diski Challenge.